# Peter Steinmetz
Peter Steinmetz (* 2. März 1925 in Illingen (Saar); † 12. Dezember 2001 in Saarbrücken) war ein deutscher Altphilologe und von 1968 bis 1990 Professor für Klassische Philologie an der Universität des Saarlandes.

## Leben
Peter Steinmetz legte im Sommer 1947 am humanistischen Gymnasium Wendalinum in St. Wendel das Abitur ab. Nach dem Studium in Mainz und Unterrichtstätigkeit am Staatlichen Ludwigsgymnasium Saarbrücken promovierte er 1957 bei Rudolf Stark mit der Arbeit Der Zweck der Charaktere Theophrasts. 1961 wechselte er an die Universität des Saarlandes, wo er sich 1964 mit der Arbeit Die Physik des Theophrastos von Eresos habilitierte, und lehrte dort bis 1990.
Schwerpunkte seiner wissenschaftlichen Tätigkeit bildeten Forschungen zur römischen Literatur des 2. Jahrhunderts n. Chr. (1981) und zur stoischen Philosophie (1994). In seinen Einzelveröffentlichungen behandelt er Themen zur frühen griechischen Philosophie bis zur Patrologie. Er war Herausgeber der Reihe Palingenesia.
Der Astrophysiker Matthias Steinmetz (* 1966) ist sein Sohn.